# La Vall (Riner)
La Vall és una masia situada al municipi de Riner, a la comarca catalana del Solsonès, a la vora de la rasa d'Estany, a una altitud de 642 msnm.